# Dia Mundial de la Població

Augment de la distribució de la població mundial en 2016

El Dia Mundial de la Població és un dia internacional que se celebra anualment l'11 de juliol per tal de prendre consciència de les temàtiques globals demogràfiques. L'esdeveniment va ser establert pel Programa de les Nacions Unides per al Desenvolupament (PNUD) el 1989, pel fet que al voltant d'aquest dia, dos anys enrere, la Terra va assolir els cinc mil milions d'habitants.
La celebració del 'Dia Mundial de la Població' pretén conscienciar sobre els problemes de població mundial. L'esdeveniment establert per les Nacions Unides el 1989, es va inspirar en l'interès públic del dia dels cinc mil milions de l'11 de juliol de 1987, data aproximada en què la població mundial va arribar als cinc mil milions de persones. Aquest dia té com a objectiu augmentar la conscienciació de la gent sobre diversos temes de població com la importància de la planificació familiar, la igualtat de gènere, la pobresa, la salut materna i els drets humans.